# Монте-Сан-Джусто
Монте-Сан-Джусто (італ. Monte San Giusto) — муніципалітет в Італії, у регіоні Марке,  провінція Мачерата.
Монте-Сан-Джусто розташоване на відстані близько 175 км на північний схід від Рима, 45 км на південь від Анкони, 15 км на південний схід від Мачерати.
Населення — 8194 особи (2014).
Щорічний фестиваль відбувається 8 вересня. Покровитель — San Giusto.

## Демографія
Населення за роками:

Станом на 1 січня 2023 року в муніципалітеті офіційно проживало 1027 іноземців з 37 країн, серед них 82 громадяни країн Євросоюзу та 37 громадян України.

## Сусідні муніципалітети
- Корридонія
- Монте-Сан-П'єтранджелі
- Монтегранаро
- Морровалле